# Johannes Saalfeld

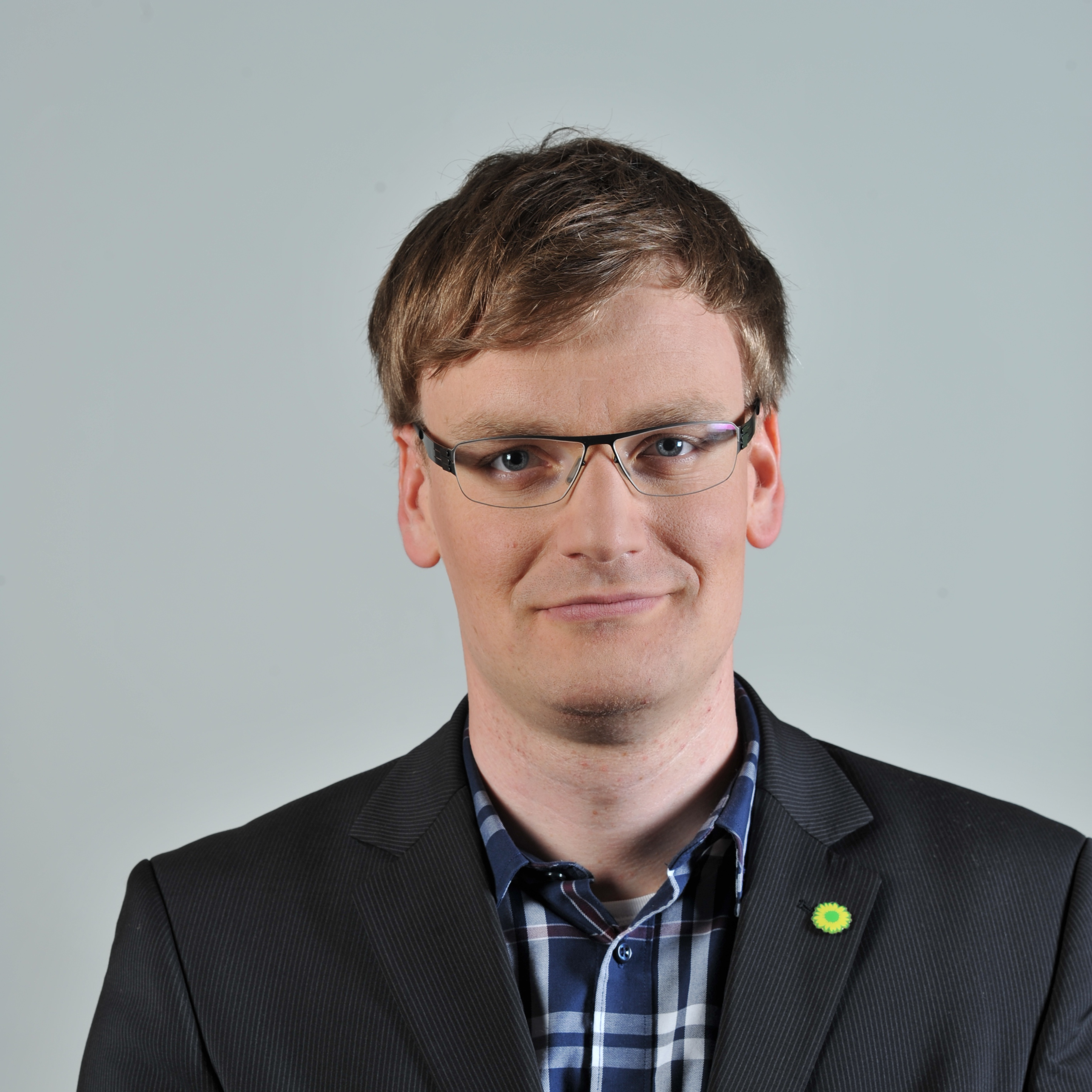
Johannes Saalfeld 2013

Johannes Saalfeld (* 9. März 1982 in Eisenach) ist ein deutscher Politiker  der Grünen. Er war nach der Landtagswahl 2011 Abgeordneter im Landtag von Mecklenburg-Vorpommern bis 2016.

## Biografie
Nach dem Abitur studierte Johannes Saalfeld an den Universitäten Jena und Rostock (ab 2002) Politikwissenschaft, Soziologie und Öffentliches Recht. Danach war er Promotionsstudent an der Universität Rostock. Von 2006 bis 2008 amtierte er an der Universität Rostock als Prorektor für Studentische Angelegenheiten.

## Politik
Saalfeld gehört seiner Partei seit 2006 an. Seit 2009 ist er Mitglied im Vorstand des Landesverbands Mecklenburg-Vorpommern. Bis 2011 war er Geschäftsführer der Bürgerschaftsfraktion Bündnis 90/Die Grünen Rostock. Bei der Wahl am 4. September 2011 wurde er über die Landeslistenplatz 6 in den Landtag gewählt, dem er bis 2016 angehörte. Seine politischen Schwerpunkte waren Hochschulpolitik und Innenpolitik.